# کپک سبز سیاه
کپک سبز سیاه(نام علمی: Cladosporium) نام یک سرده از subdivision قارچ‌های فنجانی است.